# Boys (песня Бритни Спирс)
«Boys» (с англ. — «Мальчишки») — шестой сингл поп-певицы Бритни Спирс из альбома Britney (2001), ставший пятым во всем мире и четвёртым в США. Песня была выпущена в третьей четверти 2002 года.
Композиция была написана и спродюсирована The Neptunes. Для релиза сингл был переименован в «The Co-Ed Remix», в качестве совокалиста выступил Фаррелл Уильямс. Этот трек был также использован в фильме «Остин Пауэрс: Голдмембер». В песне Спирс объясняет, что несмотря на все преимущества быть одной, «парни» нужны девушке.

## Музыкальное видео
Видеоклип для «Boys» знаменовал воссоединение Бритни с режиссёром Дейвом Мейерсом («Lucky»). Он начинается с кадров, в которых Бритни в платье готовится к вечеринке внутри замка, где несколько девушек танцуют вокруг неё. В следующей сцене Спирс сидит за длинным столом, на другом конце которого сидит мужчина. Затем мы видим Бритни, обходящую бассейн, где она замечает парня, который развлекается в воде. Они начинают заигрывать друг с другом, в то время как Фаррелл за барной стойкой флиртует с девушкой. Бритни подходит к нему, и они начинают разговаривать. После этого Бритни начинает танцевать с группой людей, включая актёра Майка Майерса в роли Остина Пауэрса. Актёры DJ Qualls, Джейсон Пристли и Тэй Диггз также приняли участие в видео.

## Ремиксы и официальные версии
- Альбомная версия — 3:26
- Инструментальная альбомная версия — 3:26
- Акапелла — 3:26
- The Co-Ed Remix (при участии Pharrel Williams) — 3:45
- The Co-Ed Remix (при участии Pharrel Williams) (инструментальная) — 3:45
- The Co-Ed Remix (Solo Version) — 3:22
- The Co-Ed Remix (A Capella) — 3:45
- The Co-Ed Remix (Video Edit) — 3:36
- Riprock N Alex G Remix
- Boys & I’m a Slave 4 U (Medley Mix) (ABC Special Studio Version) — 3:16
- Boys & I’m a Slave 4 U (Medley Mix) (ABC Special Live Version) — 3:16